# Animus in consulendo liber

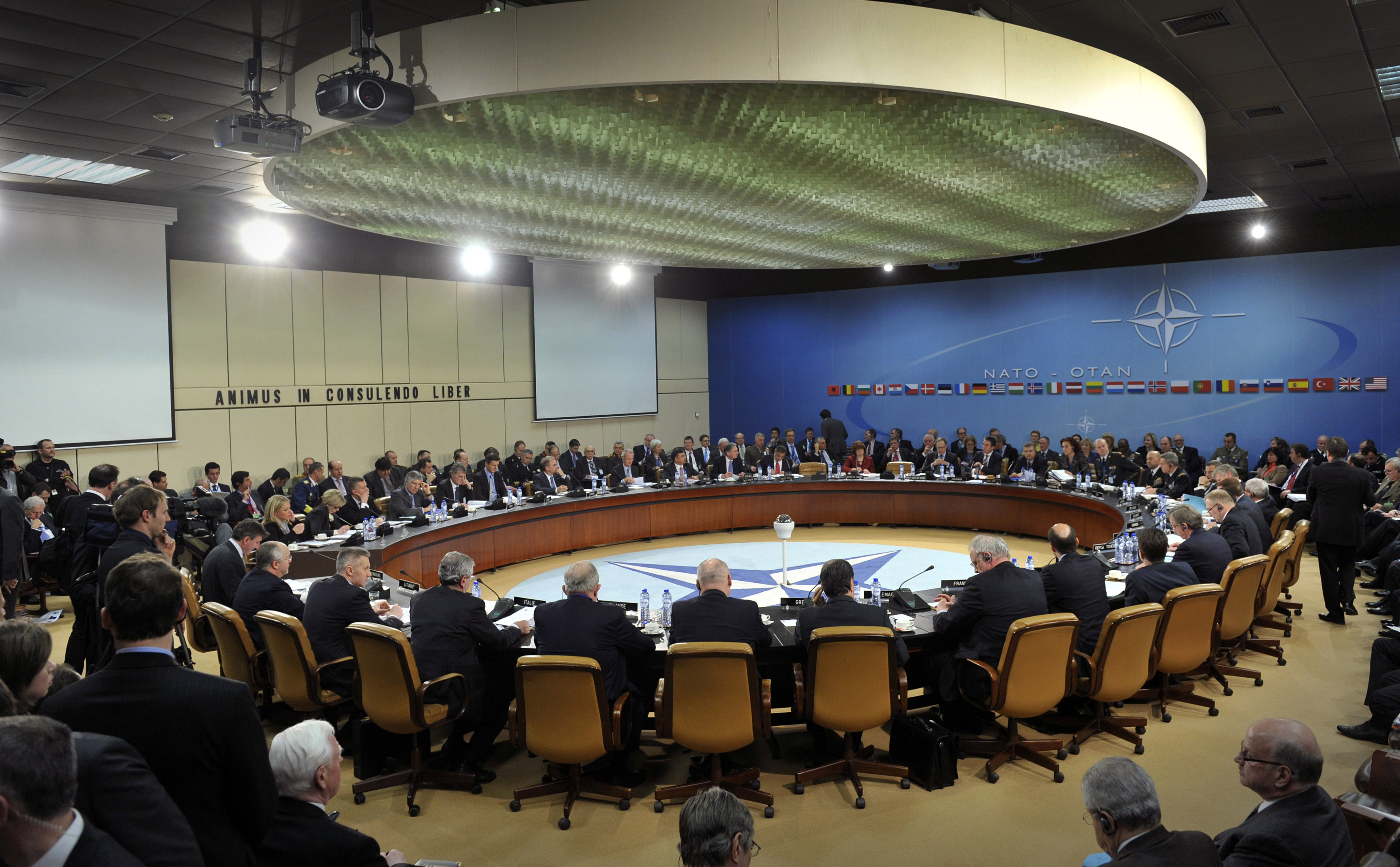
Motto sulla parete sinistra del quartier generale della NATO a Bruxelles, 2013.

Animus in consulendo liber (in latino: "Una mente libera nel prendere decisioni") è il motto ufficiale della NATO.
Tratto dal De Catilinae coniuratione (52, 21), opera dello storico romano Sallustio, è stato scelto dal Decano del Consiglio della NATO André de Staercke e riflette lo spirito con il quale, secondo l'allora Segretario Generale della NATO Paul-Henri Spaak, le decisioni sarebbero dovute essere prese. De Staercke è venuto a conoscenza della citazione in seguito  alla sua visita al Palazzo del Magistrato di San Gimignano, dove sulla sede del Magistrato era inciso "animus in consulendo liber". Il motto è esposto sulla parete della Sala del Consiglio principale del quartier generale della NATO a Bruxelles, dietro il sedile del presidente (Scritto ANIMUS e non ANIMVS, come prevederebbe la grafia classica).
Nella sua opera Sallustio cita il discorso di Catone il Giovane al Senato romano: "Ma c'erano altre qualità che li rendevano grandi (i nostri antenati), che noi non abbiamo affatto: efficienza in casa, un governo giusto all'estero, una mente libera nel prendere decisioni, non soggetta a colpe o passioni" (in latino: "Sed alia fuere, quae illos magnos fecere, quae nobis nulla sunt: domi industria, foris iustum imperium, animus in consulendo liber, neque delicto neque lubidini obnoxius").